# Hanrej
Hanrej er en gammel og nedladende betegnelse for en mand, hvis kone er ham utro.
Ordet stammer fra tysk Hahnrei, som er en kastreret hane.
| Familie | Spire Denne artikel om familie og parforhold er en spire som bør udbygges. Du er velkommen til at hjælpe Wikipedia ved at udvide den. |